# Daniel Aegerter
Daniel S. Aegerter (* 20. Juli 1969 in Bern; heimatberechtigt in Gurzelen) ist ein Schweizer Unternehmer; er leitet sein Family-Office Armada Investment Group AG in Zürich.

## Vita
1988 gründete Aegerter während seiner Banklehre beim Schweizerischen Bankverein die Schweizer Import- und Distributionsfirma Dynabit, um Apple-Produkte zu handeln. 1995 lancierte er ein Internet-Einkaufssystem für die Kunden und Lieferanten von Dynabit, welches die Grundlage für die Tradex-Plattform bot. 1996 gründete Aegerter aus Dynabit heraus die Firma Tradex Technologies in den USA. Die Software Tradex war eine E-Commerce-Lösung für virtuelle Marktplätze und bediente den rasch wachsenden B2B-Markt. Aegerter besitzt noch heute Anteile an Target Distribution in Österreich, einem Grosshändler von Apple-Produkten.
Aegerter verkaufte im März 2000 seine B2B-Software-Firma Tradex Technologies für 5.6 Milliarden US-Dollar an Ariba. Er gelangte so auf die Top-40-Liste der weltweit Reichsten unter 40 Jahren der Zeitschrift Fortune.
Aegerter engagiert sich seit 2014 als Co-Founder in der Lobbying-Organisation Energy for Humanity für den weltweiten Ausbau der Kernenergie.
Aegerter ist verheiratet und hat zwei Kinder. Er wohnt in Zumikon.

## Vermögen
Im Jahr 2017 schätzte die Bilanz sein Vermögen auf 500 bis 600 Millionen Schweizer Franken.